# Alternative country
L'alternative country (o alt-country) è un sottogenere del country rock che tende a distinguersi dal country più commerciale e vicino al pop.

## Storia
Nel corso della sua evoluzione, la musica alternative country ha assorbito influenze provenienti da rock & roll, rockabilly, roots rock, bluegrass, honky tonk e punk rock.
L'album No Depression degli Uncle Tupelo, del 1990, viene considerato da molti come il primo album del genere.